# 뉴스초점 (KBS 1TV)
《뉴스초점》은 대한민국 KBS 1TV에서 방송되었던 KBS 1TV의 뉴스 심층분석 프로그램이었다. 금요일에는 《주간 뉴스 초점》으로 편성해 방송되었다. 1994년 10월 7일 까지를 끝으로 방송내용의 심층분석은 심야시간대 뉴스프로그램인 KBS 뉴스라인으로 통합되었으며, 그 후 사사건건으로 통합되어 편성하고 있다. 

## 관련 프로그램
- KBS 뉴스 9
- KBS 뉴스라인